# Luisa Lemarchand
Luisa Lemarchand, in lingua francese Louise Lemarchand, come religiosa Mère Saint Louis (Broons, 1º ottobre 1800 – 1885), è stata una religiosa francese.

## Biografia
Louise Lemarchand era la primogenita di sette figli di una coppia di contadini agiati. La madre morì quando lei era ancora tredicenne e da quel momento si occupò lei dei sei tra fratelli e sorelle. Ella conobbe la vocazione religiosa in una regione provata dalla rivoluzione francese.
Sentì il desiderio di entrare nella congregazione delle Suore di San Tommaso di Villanova. Il suo incontro con Joachim Fleury, nuovo curato di Broons dal 1817, le permise di rispondere, insieme alla sorella Lorenza, alla chiamata divina. Si dedicò quindi alla cura dei malati ed all'istruzione infantile. Joachim Fleury mandò Luisa a curare la propria formazione presso le religiose della Provvidenza di Saint-Brieuc. Nel 1826 il padre offrì alle due figlie una casa a Broons, ove potessero aprire una scuola; furono presto raggiunte da un paio di altre compagne.
La Congregazione delle Figlie di Santa Maria della Presentazione fu così da loro e dal curato Fleury fondata nel 1828 con lo scopo d'istruire i bambini e curare gl'infermi. Essa venne riconosciuta come Congregazione di diritto diocesano nel 1836 da Mons. Le Groing de La Romagère, vescovo di Saint-Brieuc, ed ottenne i diritti civili nel 1839. La Congregazione s'installò in un nuovo convento nel 1832 e nel medesimo anno aprì una scuola per sordi a Plestan, ove Luisa si trasferì nel 1838, dopo essere stata superiora nel convento di Broons. La congregazione intanto s'ingrandì rapidamente espandendosi in tutta la Bretagna, poi in altre province francesi, particolarmente nell'Île-de-France.
Madre Saint-Louis morì nel 1885.